# Oorlog of vrede
Oorlog of vrede is het vijfde album uit de stripreeks Blueberry van Jean-Michel Charlier (scenario) en Jean Giraud (tekeningen). Het album behoort samen met Fort Navajo, Dreiging in het westen, de eenzame adelaar en de lange weg naar Cochise tot een cyclus van vijf verhalen die handelen over de Indiaanse oorlog. 

## Inhoud
In de verlatenheid van de Sierra Madre hebben Cochise en de andere Apache leiders hun hutten opgeslagen. In Mexico zijn zij onbereikbaar voor de troepen van generaal Crook, en in afwachting van de levering van geweren en zwarte poeder door de Mexicanen.  Blueberry, Crowe en McClure zoeken naar het kampement van de Apache leiders om Cochise over te halen vredesbesprekingen aan te gaan met de Amerikanen. Crowe gaat vooruit en slaagt erin Cochise te vinden en over te halen hem een vrijbrief te geven waardoor hij zonder gevaar door het indianengebied kan reizen en Blueberry kan laten komen. Dat is niet zonder gevaar want als Quanah voor die tijd met wapens en munitie arriveert, komen er geen vredesbesprekingen. 

## Hoofdpersonen
- Blueberry, cavalerie luitenant
- Quanah, indiaan die de blanken haat
- Crowe, halfbloed indiaan
- Jim MacClure, oudere metgezel van Blueberry
- Cochise, indianen opperhoofd